# レンツブルク
レンツブルク（ドイツ語: Rendsborg）は、ドイツのシュレスヴィヒ＝ホルシュタイン州中心部にあるアイダー川とキール運河沿いの都市。レンツブルク=エッカーンフェルデ地区の中心都市であり、2006年現在の人口は28,476人。

## 歴史
レンツブルクの創立時期は明確にはなっていないが、ビョルン・スヴェンセン (BjørnSvendsen) によって1099年から1100年に要塞が築かれたことが1199年に言及された。デンマーク語での古い名称はレイノルズバーグ (Reynoldsburgh) である。
13世紀にホルシュタインの一部となったが、1460年にシュレースヴィヒに属した。レンツブルクは幾度となくデンマークとドイツの間で支配権が入れ替わった。1864年の第二次シュレースヴィヒ＝ホルシュタイン戦争において、レンツブルクはついにプロイセン王国とオーストリアに占領され、1866年にはプロイセン王国に併合された。以降、レンツブルクはドイツの領土となっている。
アイダー川は北海に面した河口からレンツブルクまで小型船で航行できるが、キール運河が完成した1895年にはレンツブルクの重要性は高まった。キール運河は大型船も航行が可能であったため、レンツブルクは内陸に位置していたにもかかわらず港と造船所が建設された。

## 観光スポット
レンツブルクにおいて最も有名な建造物であるレンツブルク鉄道橋は、長さ2,500メートル（8,200フィート）、高さ41メートル（135フィート）の鋼製の鉄道橋で、1913年にノイミュンスター-フレンスブルク間に建設された。ヨーロッパで最も長い鉄道の橋である（最も長い橋は鉄道道路併用橋であるエーレスンド橋）。北側で橋をループ状に敷設することで高さを増し、列車がレンツブルク駅まで運行できるようになっている。鉄道橋から吊り下げられた輸送橋（これまでに建設された20の橋のうちの1つ）が運河を横断している。
ドイツ陸軍防空学校とドイツ連邦放射線防護庁はともにレンツブルクにある。
その他の名所:
- 16世紀の市庁舎
- マリエン教会（聖マリア教会）、1286年
- キール運河歩行者用トンネル、世界最長の歩行者用トンネル
- キール運河沿いの世界一長いベンチ（501m）
- ユダヤ博物館レンツブルク[2]
- 文化センターの博物館（レンツブルク歴史博物館/印刷博物館）[3]

## ゆかりのある著名人

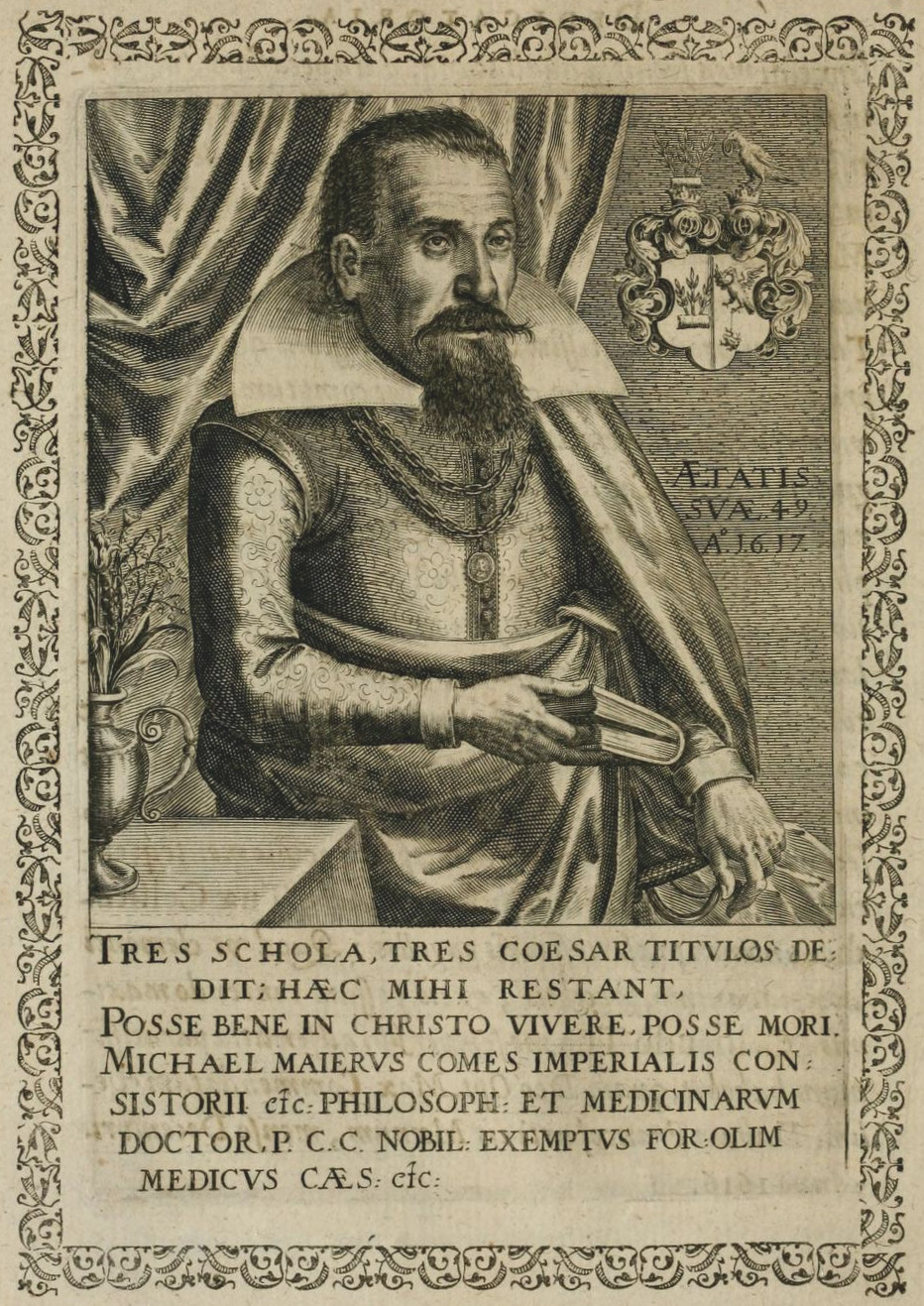
マイケル・マイヤーの肖像画（1618）

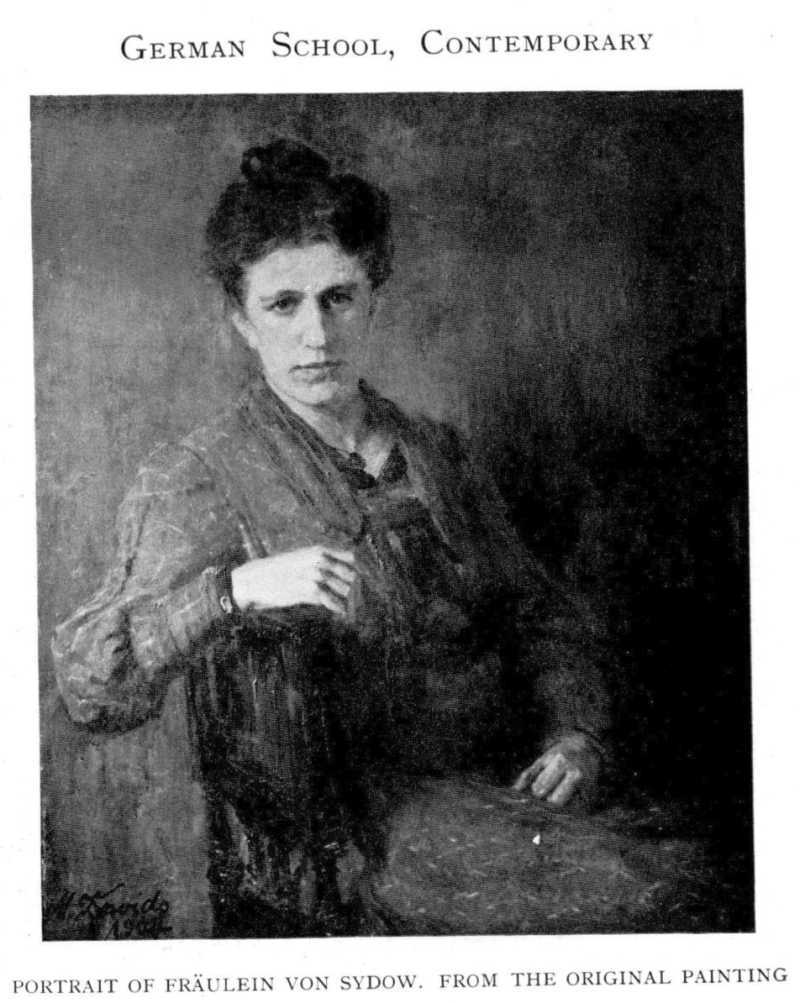
マリア・デビッド（1905）

- マイケル・マイヤー（1568-1622年）、ルドルフ・ハプスブルク家顧問、医師
- クリスチャン・スクリバー（1629年-1693年）、ルター派牧師、宗教書家
- マーカード・ギューデ（1635-1689）、考古学者、古典学者
- カルマー・ハンブロ（1747–1806）、デンマークの商人、銀行家
- テオドール・モンムセン（1817年-1903年）、考古学者、法学者政治家、ドイツ初のノーベル文学賞受賞者で、長年レンツブルクに住んでいた
- ハインリッヒ・アドルフ・レッシェン（1836–1916）、南オーストラリアの体操の父で医療マッサージ (理学療法) のパイオニア[4]
- マリー・デイヴィッツ（1847年-1905年）
- ルートヴィヒ・ファーレンクロク（1867–1952）、作家、脚本家、芸術家
- ダグマー・ヒオルト（1860–1902）、デンマークの教師、作家、女性の権利活動家
- グスタフ・キーゼリツキー（1893年-1943年）
- ハンス・フリーデマン・ゲッツェ（1897-1940年）
- ハンス・エーゴン・ホルツゼン（1913年-1997年）
- ハンス・ブローム（1927年生まれ）、写真家、作家
- オットー・ベルンハルト（1942年生まれ）、CDU政治家
- ハンス=ウルリヒ・ブーフホルツ（1944年生まれ）、ボート選手
- ハルトムート・ルッツ（1945年生まれ）、アメリカ・カナダ学教授
- ハンネ・ハラー（1950–2005）、ポップシンガー、作曲家、ライター、プロデューサー、サウンドエンジニア
- ゲルハルト・デリング（Gerhard Delling、1959年生まれ）
- ジョスト・デ・ヤーヘル（Jost de Jager、1965年生まれ）、CDU政治家
- フィリップ・クラフト（1969年生まれ）、
- ノア・ブンシュ（1970年生まれ）、画家・写真家・デザイナー
- アレクサンダー・キュール（1973年生まれ）
- パトリック・ボーガー（1979年生まれ）
- ラウリッツ・スコフ（1990年生まれ）ボート選手、オリンピック優勝

## 友好都市

### 姉妹都市
- オールボー（1976）
- アルメレ（2014）
- アハープサル（1989）
- クリシャンスタード（1992）
- ランカスター（1968）
- ラチブシュ（2004）
- ラーテノー（1990）
- シーエン（1995）
- ビエルゾン（1975）